# Rhypholophus bifidarius
Rhypholophus bifidarius is een tweevleugelige uit de familie steltmuggen (Limoniidae). De soort komt voor in het Nearctisch gebied.